# Tahmina Kohistani
Tahmina Kohistani, född 8 juni 1989, är en afghansk friidrottare (kortdistanslöpare). Hon deltog vid olympiska sommarspelen 2012.